# Charles-Augustin de Ferriol d’Argental
hrabia Charles-Augustin de Ferriol d'Argental (ur. 20 grudnia 1700, zm. 5 stycznia 1788) – francuski dyplomata i administrator.
Jego ojcem był Augustin de Ferriol d'Argental, prezydent trybunału w Metz, stryjem – Charles de Ferriol d'Argental, ambasador Francji w Konstantynopolu, a młodszym bratem – administrator i dramaturg Antoine de Fériol de Pont-de-Veyle. Matką Charlesa-Augustina de Ferriol była Marie-Angélique de Tencin, siostra kardynała Pierre Guérin de Tencin i Mme de Tencin, słynnej sawantki.
Charles-Augustin de Ferriol d'Argental był od 1721 roku radcą parlamentu paryskiego. W 1737 poślubił Jeanne-Gâce Bosc du Bouchet. Potem był intendentem Saint-Domingue od roku 1738, następnie ambasadorem Francji w Księstwie Parmy i Piacenzy (w latach 1759–1788). W tym czasie był też przejściowo ministrem pełnomocnym księcia Parmy w Paryżu. W tej funkcji poznał go Feliks Franciszek Łoyko 15 marca 1766 roku.
Charles-Augustin de Ferriol d'Argental znany jest ze swej przyjaźni i długoletniej korespondencji z Wolterem.